# مایکل پروبست
مایکل پروبست (انگلیسی: Michael Probst؛ زادهٔ ۱۱ نوامبر ۱۹۶۲) بازیکن فوتبال اهل آلمان است.
از باشگاه‌هایی که در آن بازی کرده‌است می‌توان به باشگاه فوتبال بایرن مونیخ ۲، باشگاه فوتبال بایرن مونیخ، و باشگاه فوتبال مونیخ ۱۸۶۰ اشاره کرد.